# Lôi Quân
Lôi Quân (giản thể: 雷军; phồn thể: 雷軍; bính âm: Léi Jūn; sinh ngày 16 tháng 12 năm 1969) là một doanh nhân người Trung Quốc và là nhà sáng lập của Xiaomi Inc.
Năm 2014, Lôi Quân được trao danh hiệu "Doanh nhân của năm" bởi tạp chí Forbes.
Năm 2017, tổng tài sản của Lôi Quân là 19,7 tỷ USD.

## Tiểu sử
Lôi Quân sinh ngày 16 tháng 12 năm 1969 tại Tiên Đào, Hồ Bắc, Trung Quốc.
Năm 1987, ông tốt nghiệp Trường Trung học Miên Dương và tiếp tục theo học tại Đại học Vũ Hán, nơi ông hoàn tất chương trình học chỉ sau 2 năm và tốt nghiệp với bằng Cử nhân Khoa Học Máy Tính. Ông đồng thời cũng thành lập công ty đầu tiên của mình vào năm cuối đại học.
Năm 1992, Lei Jun gia nhập công ty Kingsoft với vai trò kỹ sư, trở thành CEO của công ty vào năm 1998 và đưa cổ phiếu công ty lên sàn chứng khoán (IPO) không lâu sau đó. Vào ngày 20 tháng 12 năm 2007, ông từ bỏ cương vị Chủ tịch kiêm CEO của Kingsoft vì "lý do sức khỏe".
Sau khi từ chức ở Kingsoft, Lôi Quân trở thành nhà đầu tư vàng ở Trung Quốc, ông đầu tư vào hơn 20 công ty khác nhau bao gồm Vancl.com, Lakala Payment, UCWeb và trang mạng YY.  Ông tiếp tục đầu tư vào các công ty chuyên về thương mại điện tử, mạng xã hội và ngành công nghiệp di động thông qua Shunwei Capital (tiếng Hoa: 顺为资本), một công ty đầu tư nơi ông là cổ đông.
Năm 2000, Lôi Quân sáng lập Joyo.com, một nhà sách trực tuyến, thứ đã được ông bán lại cho Amazon.com với giá 75 triệu USD vào năm 2004.
Năm 2008, ông trở thành Chủ tịch của UCWeb.
Năm 2011, ông trở lại Kingsoft với vị trí Chủ tịch.
Năm 2013, Lei Jun được bổ nhiệm vào vị trí Đại biểu Quốc hội.
Xiaomi
Ngày 6 tháng 4 năm 2010, Lei Jun thành lập Xiaomi Inc., một công ty công nghệ chuyển sản xuất điện thoại thông minh, ứng dụng di động và các thiết bị điện tử tiêu dùng khác. Đồng sáng lập với ông còn có Lin Bin, Phó Chủ tịch Học viện Kỹ thuật của Google tại Trung Quốc; Tiến sĩ Zhou Guangping, Giám đốc Cấp cao của Trung tâm Nghiên cứu và Phát triển của Motorola ở Bắc Kinh; Liu De, Trưởng phòng Thiết kế công nghiệp thuộc trường Đại học Khoa học và Công nghệ Bắc Kinh; Li Wanqiang, Tổng Giám đốc của Kingsoft Dictionary; Wong Kong-kat, Giám đốc phụ trách mảng phát triển và Hong Feng, Quản lý sản phẩm cao cấp của Google Trung Quốc.
Công ty đã tạo ra một chuỗi những sản phẩm, trải dài từ điện thoại, máy tính bảng, TV, router, pin dự phòng và tai nghe cho đến nồi cơm điện, máy lọc nước và không khí, thậm chí là cả robot hút bụi, xe đạp và xe scooter.
Cuối năm 2014, Xiaomi đã thu được trên 1 tỷ USD và được định giá lên đến 45 tỷ USD, trở thành công ty khởi nghiệp tư nhân đắt giá nhất thế giới.
Vào tháng 7 năm 2015, Xiaomi trở thành nhà sản xuất điện thoại lớn thứ ba trên thế giới và nhà sản xuất thiết bị đeo lớn thứ hai thế giới.
Lei Jun và công ty Xiaomi Inc. của ông đã đầu tư vào hơn 70 công ty khởi nghiệp, và vẫn có kế hoạch đầu tư thêm để giúp Xiaomi mở rộng dải sản phẩm của mình lên theo cấp số nhân.

## Công nhận
Hoạt động kinh doanh của Lei Jun đã được công nhận thông qua nhiều giải thưởng của ngành.
Năm 1998, ông trở thành Giáo sư Danh dự của Đại học Vũ Hán, trường cũ của ông và cũng là nơi ông có quỹ học bổng với chính tên mình.
Năm 2003, ông trở thành Giáo sư Danh dự của Học viện Kỹ thuật Trịnh Châu.
Năm 2012, Đài Truyền hình Trung ương Trung Quốc (CCTV) đã bình chọn ông là 1 trong 10 nhà lãnh đạo doanh nghiệp của năm.
Năm 2013, ông trở thành 1 trong 11 doanh nhân quyền lực nhất Châu Á do tạp chí Fortune bầu chọn, cũng như danh hiệu doanh nhân nổi bật nhất năm do tạp chí BAZAAR Men's Style trao tặng.
Năm 2014, ông được trao tặng danh hiệu "Doanh nhân của năm" bởi tạp chí Forbes Châu Á.

## Cá nhân
Lei Jun hiện đã kết hôn với Trương Hồng. Họ có hai người con.